# Poletown East (Detroit)
Poletown East es un área de vecindario de Detroit, Míchigan (Estados Unidos), que limita con la ciudad enclave de Hamtramck. El área lleva el nombre de los inmigrantes polacos que originalmente vivían en el área. Una parte del área residencial conocida como Poletown se convirtió en la planta de ensamblaje Detroit-Hamtramck de General Motors  en 1981 y las ciudades de Detroit y Hamtramck reubicaron a los residentes que reclamaron el dominio eminente para dar paso a una nueva planta de automóviles.

## Historia
Poletown se estableció en los años 1870 cuando las primeras oleadas de inmigrantes polacos y casubios llegaron a Detroit y sirvió como el corazón de la comunidad polaca de Detroit durante muchos años. El núcleo de la comunidad era la Iglesia de San Alberto, que abrió en 1871 y cerró en 1990.

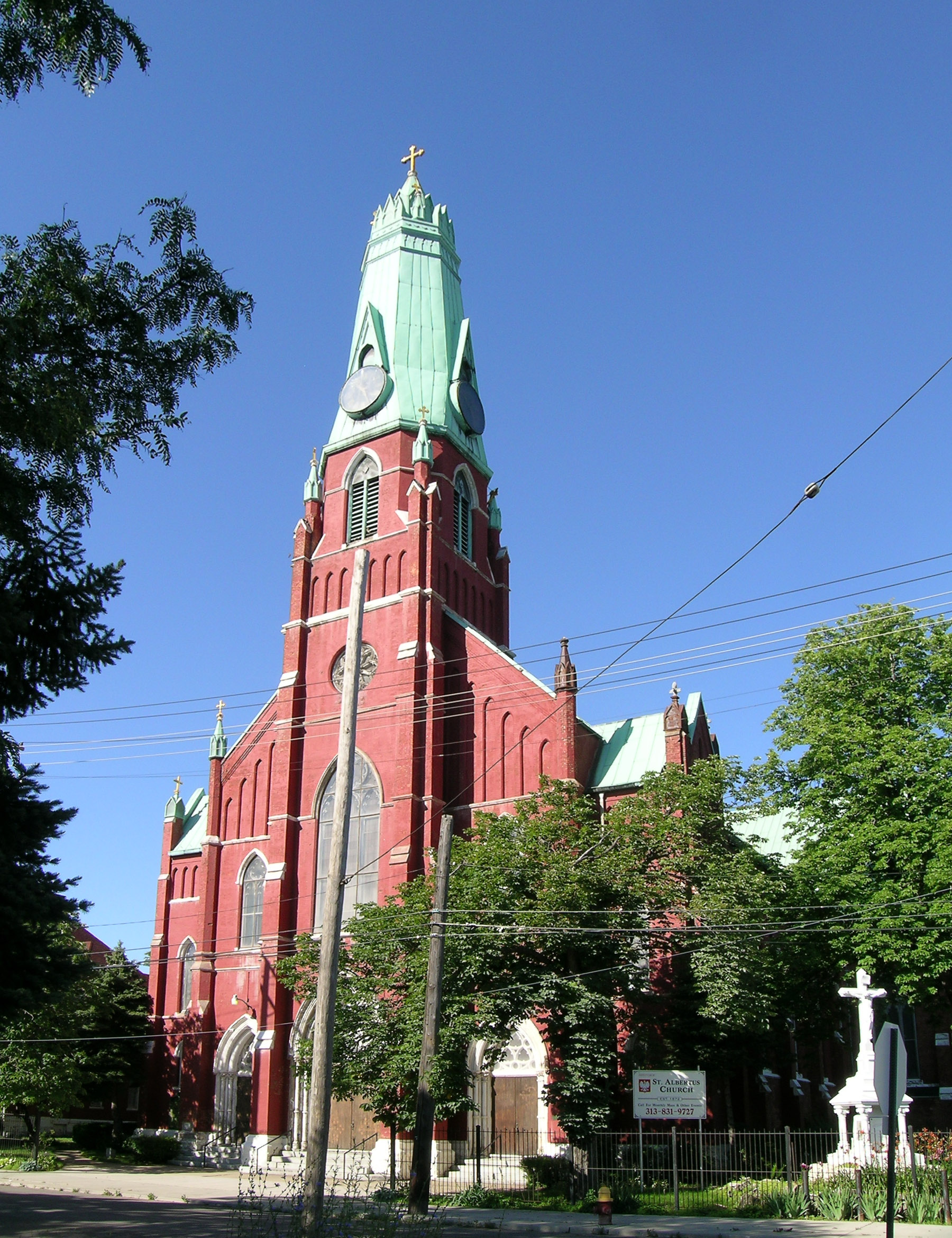
la Iglesia de San Alberto fue inaugurada en 1871 y cerró en 1990

Poletown experimentó su mayor período de crecimiento durante los años 1920 y 1930 cuando miles de inmigrantes polacos llegaron a Detroit en busca de trabajo en plantas automotrices, como la cercana planta Packard y la planta Chrysler al este en la avenida Jefferson, y los mataderos que estaban en el área. Poletown no solo era el hogar de polacos, sino también de italianos y afroamericanos. Durante los años 1950 y 1960, la construcción de autopistas y los proyectos de renovación urbana alteraron el vecindario.
En 1981, una parte del vecindario fue demolida para dar paso a la construcción de la planta de ensamblaje Detroit-Hamtramck. General Motors y las ciudades de Detroit y Hamtramck se basaron en el dominio eminente para reubicar a las 4200 personas que vivían en el área, junto con sus 1300 hogares, 140 negocios, seis iglesias y un hospital. La planta se construyó en el límite de Hamtramck y Detroit como una fábrica BOC (Buick-Oldsmobile-Cadillac) y se conoció como la "Planta de Poletown".
Algunos de los residentes desplazados demandaron a las ciudades ya General Motors, pero la Corte Suprema de Míchigan dictaminó que el desarrollo económico era un uso legítimo del dominio eminente. Otro grupo de Poletown, el Citizens District Council, apoyó los esfuerzos para construir la nueva planta. Gary Campbell, residente de Poletown y propietario de un bar, acusó a quienes se oponen a la nueva planta de presentar las opiniones de una pequeña minoría como si representaran a todo el vecindario. La controversia llamó la atención de las noticias nacionales y la participación de Ralph Nader y las Panteras Grises. Las protestas se centraron en la Iglesia de la Inmaculada Concepción. La Arquidiócesis de Detroit apoyó las reubicaciones y ya había acordado vender las dos iglesias católicas que estaban en el área. Sin embargo, Joseph Karasiewicz, el sacerdote de una de las parroquias, desafió a su arzobispo y luchó para evitar que se vendiera su edificio. La Arquidiócesis se mantuvo firme en su apoyo a la venta. Una sentada de 29 días en la Iglesia de la Inmaculada Concepción terminó el 14 de julio de 1981, cuando la policía desalojó a la fuerza a 20 personas de la iglesia, que fue demolida tres días más tarde. Doce personas fueron arrestadas, solo tres de los doce arrestados eran de Poletown.
Poletown Neighborhood Council v. Detroit (Consejo Vecinal de Poletown contra Detroit) se convirtió en un caso histórico para asuntos de dominio eminente de "uso público". Veintitrés años después, la Corte Suprema de Míchigan revocó el precedente que había sentado en el caso anterior. En su decisión de 2004, County of Wayne v. Hathcock (Condado de Wayne contra Hathcock), propietario de una propiedad cerca del Aeropuerto Metropolitano de Detroit, luchó con éxito contra el desarrollo de un nuevo parque industrial/de oficinas suburbano. El caso fue argumentado por el abogado de dominio eminente de Míchigan, Alan T. Ackerman. En una decisión posterior de la Corte Suprema de los Estados Unidos de 2005, el caso de Kelo v. City of New London dictaminó que el uso del dominio eminente para promover el desarrollo económico es constitucional, pero la opinión en Kelo cita la decisión de Hathcock como un ejemplo de cómo los estados pueden optar por imponer sus propias restricciones a la expropiación de propiedades.

## Geografía
Los límites de la histórica Poletown incluían la línea de la ciudad de Hamtramck, la avenida Gratiot y una línea desde Mt. Elliott hasta la intersección de Canfield y St. Antoine, la ubicación del Detroit Medical Center.

## Otros usos
Poletown a veces se usa inclusivamente como jerga para Hamtramck, probablemente debido a la fuerte identificación de Hamtramck con los polacos-estadounidenses. "Poletown" propiamente dicho es la sección inmediatamente al sur de Hamtramck dentro de la ciudad de Detroit, pero en un momento tuvo un vecindario polaco fuerte y vibrante. Hamtramck en sí se ha vuelto muy diverso y todavía hay una pequeña minoría de habla polaca. Las panaderías y restaurantes polacos son particularmente populares, especialmente alrededor de Fat Tuesday. Muchas personas en la ciudad celebran el Fat Tuesday (Martes Gordo) comiendo Pączki (forma singular: pączek), incluso si no son polacos.

## Vésase también
- Historia de Detroit
- Grand Boulevard